# تورونتو أرغونتس
تورنتو أرغونوتس أو نادي تورونتو أرغونوت لكرة القدم (بالإنجليزية: Toronto Argonaut Football Club)‏ هو فريق كرة قدم كندي محترف يلعب في القسم الشرقي من دوري كرة القدم الكندي (CFL)، ومقره في تورونتو، أونتاريو. تأسس الفريق في عام 1873، وهو أقدم فريق رياضي محترف موجود في أمريكا الشمالية ولا يزال يستخدم اسمه الأصلي، بالإضافة إلى الفريق الأقدم الباقي على قيد الحياة في كل من CFL وEast Division تقسيم الشرقي في العصر الحديث.  تعود أصول الفريق إلى نسخة معدلة من كرة الرجبي ظهرت في أمريكا الشمالية في النصف الأخير من القرن التاسع عشر. لعب أرجونوتس مبارياتهم على أرضهم في مركز روجرز (المعروف أصلاً باسم SkyDome سقف السماء) من عام 1989 حتى عام 2016 عندما انتقل الفريق إلى ملعب بي إم أو فيلد، وهو خامس ملعب يستضيف الفريق.

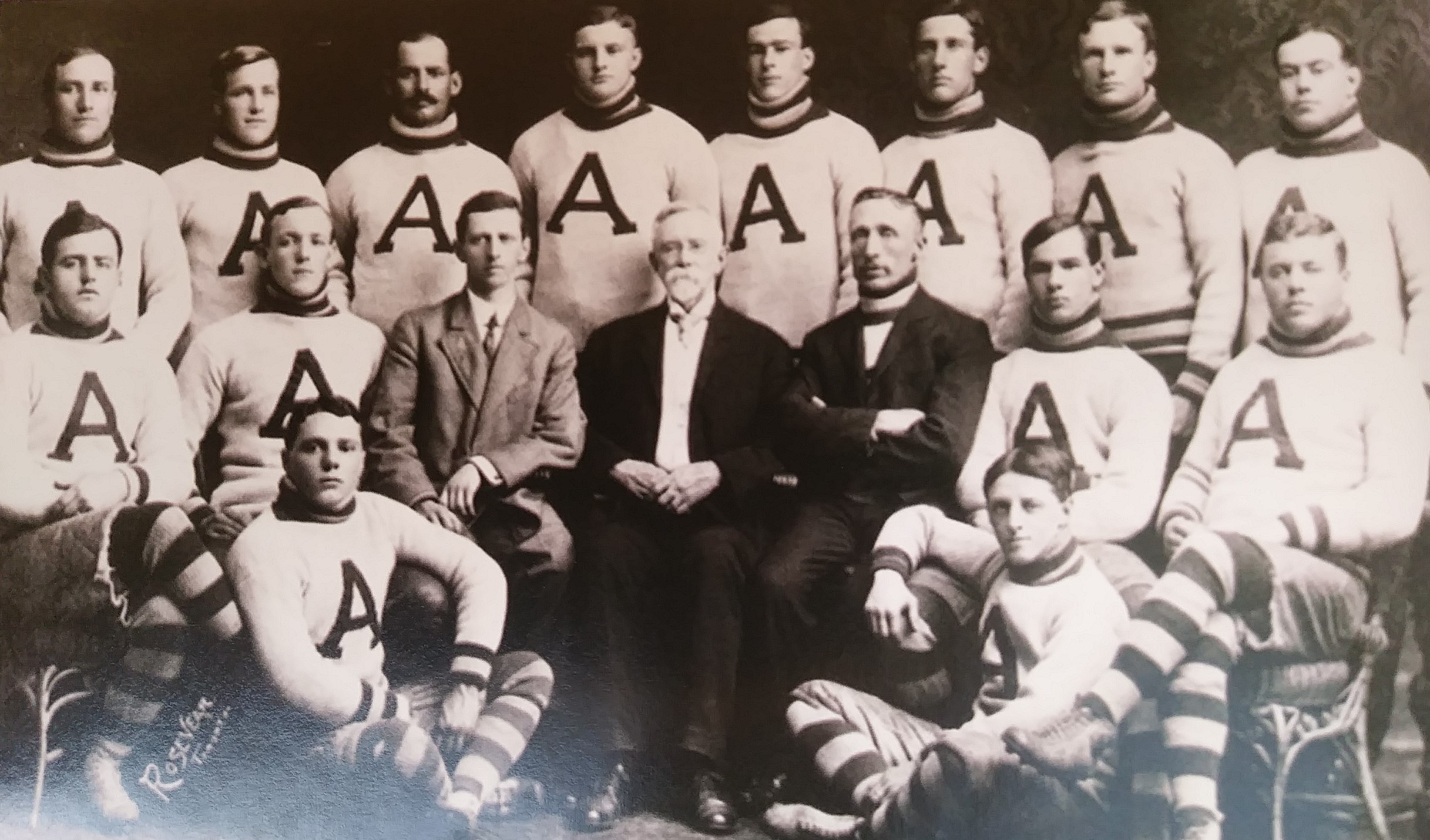
1906 تورنتو أرجونوتس

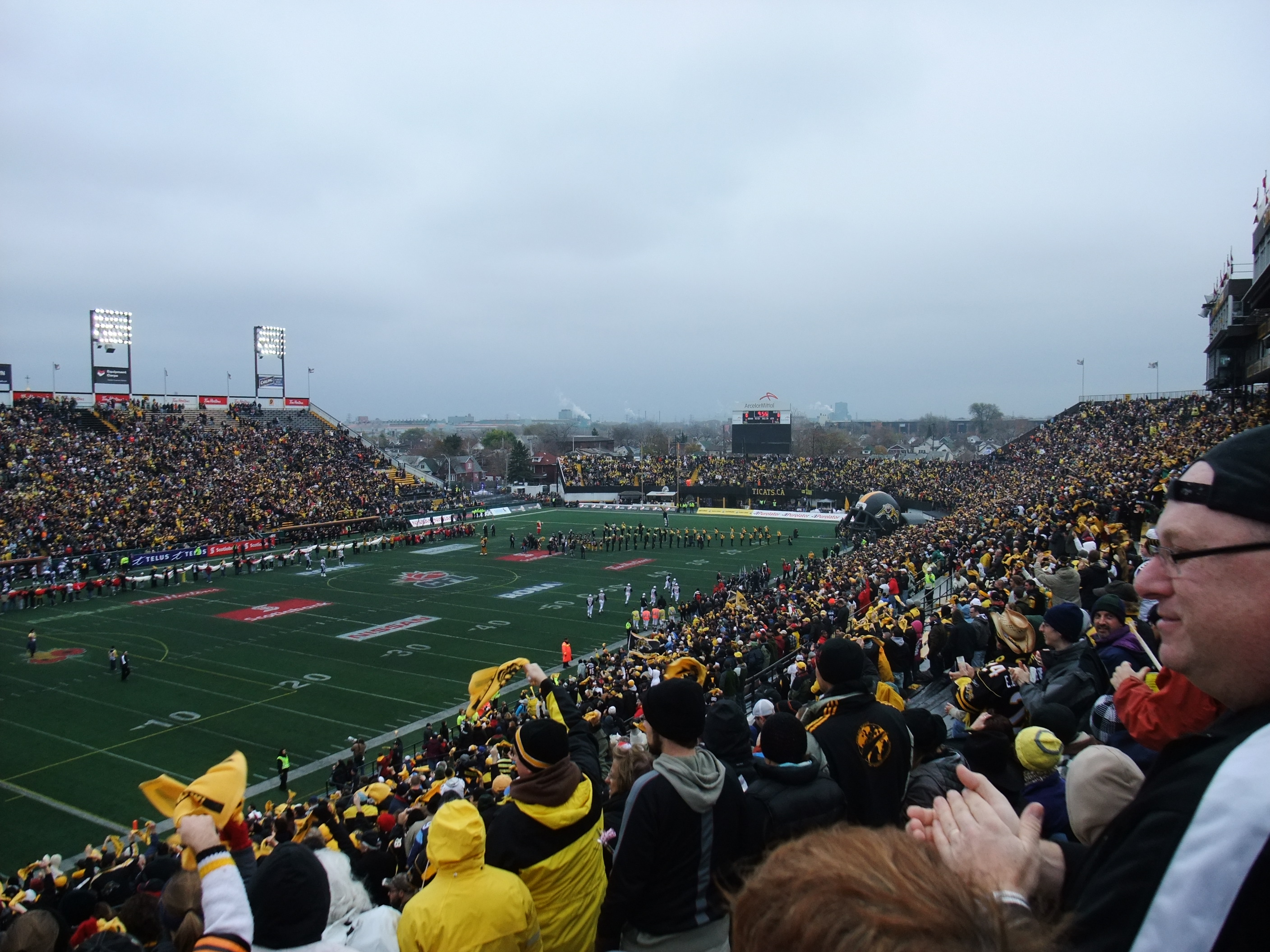
مباراة Argos ضد Ti-Cats على ملعب Ivor Wynne في عام 2010

اقتباسات